# Edward Saxon
Edward Saxon est un producteur de cinéma et télévision américain né le 17 novembre 1956 à Saint-Louis (Missouri).

## Biographie
Edward Saxon naît à Saint-Louis et suit ses études au lycée de Kirkwood (Missouri), puis à l'Université McGill. Il suit ensuite un programme sur la production à l'Université de Californie du Sud.
Il travaille notamment avec Jonathan Demme, par exemple sur Le Silence des agneaux ou Philadelphia. Plus tard, il quitte ce partenariat avec Demme et produit des films pour Charlie Kaufman, Spike Jonze ou Sam Mendes.

## Filmographie

### comme producteur
- 1986 : Dangereuse sous tous rapports de Jonathan Demme
- 1988 : Veuve mais pas trop de Jonathan Demme
- 1990 : Le Flic de Miami (Miami Blues) de George Armitage
- 1991 : Le Silence des agneaux de Jonathan Demme
- 1993 : Philadelphia de Jonathan Demme
- 1995 : Le Diable en robe bleue de Carl Franklin
- 1996 : That Thing You Do! de Tom Hanks
- 1997 : L'Or de la vie de Victor Nuñez
- 1998 : Beloved de Jonathan Demme
- 2000 : Les Opportunistes de Myles Connell
- 2002 : Adaptation de Spike Jonze
- 2002 : La Vérité sur Charlie de Jonathan Demme
- 2006 : Fast Food Nation de Richard Linklater
- 2009 : Away We Go de Sam Mendes
- 2010 : La Guerre des pères de Rick Famuyiwa
- 2014 : Elsa & Fred de Michael Radford

### comme acteur
- 1986 : Dangereuse sous tous rapports de Jonathan Demme : Kevin Stroup
- 1990 : Le Flic de Miami de George Armitage : le Krishna à l'aéroport de Miami
- 1994 : Tel est pris qui croyait prendre de Ted Demme  : le reporter Mike Michaels
- 1998 : Beloved de Jonathan Demme (non crédité)

## Distinctions
- Oscars 1992 : Oscar du meilleur film pour Le Silence des agneaux, conjointement avec Kenneth Utt et Ronald M. Bozman
- BAFTA 1992 : Nomination de Le Silence des agneaux pour le BAFA du meilleur film, conjointement avec Kenneth Utt, Ronald M. Bozman et Jonathan Demme